# George Webbe Dasent
George Webbe Dasent, född den 22 maj 1817, död den 11 juni 1896, var en engelsk språkforskare och journalist. 
Sedan han 1840 blivit bachelor of arts och 1843 graduerad till master of arts, utnämndes han 1852 till advokat vid Middle Temple i London. Åren 1841-1845 var han anställd vid beskickningen i Stockholm. Åren 1845-1870 
var han medutgivare av The Times. Sedan 1853 var han därjämte professor vid King's College i London. År 1876 upphöjdes han i adligt stånd.
Hans främsta skrifter är en översättning av den prosaiska Eddan, "The prose or younger Edda" (1842), Theophilus Eutychianus from the original greek in icelandic, low german and other tongues (1845), The norsemen in Iceland (i "Oxford periodical", 1855), Popular tales from the norse, with an introductory essay (1859, senaste upplagan 1903, med en biografi över Dasent av hans son) och The saga of Burnt Njal (1861). 
Dasent var även medarbetare i Cleasby-Vigfússons isländsk-engelska ordbok, där han bland annat skrev inledningen med biografi över Cleasby. Dessutom författade han åtskilliga romaner, bland vilka märks The vikings of the Baltic: a tale of the north in the tenth century (1875), ett romantiskt potpurri ur Jomsvikingasagan och Knytlingasagan. En samling av hans essayer utkom 1873 under titeln Jest and earnest.